# Katlenburg-Lindau
Katlenburg-Lindau is een plaats en een gemeente in de Duitse deelstaat Nedersaksen, gelegen in het Landkreis Northeim. De stad telt 7.005 inwoners.
Katlenburg-Lindau heeft een oppervlakte van 71 km² en ligt in het midden van Duitsland.
Katlenburg-Lindau is een zogenaamde Großgemeinde, die op 1 maart 1974 gevormd werd uit de voordien onafhankelijke gemeenten Katlenburg-Duhm, Lindau, Gillersheim, Berka, Elvershausen, Wachenhausen en Suterode.
In Lindau is het Max-Planck-Institut für Sonnensystemforschung gevestigd. Tot juni 2004 heette dit het "Max-Planck-Institut für Aeronomie".

## Bezienswaardigheden
- Katlenburg: Het kasteel, waar de plaats Katlenburg zijn naam aan ontleent
- Mushaus: De voormalige fortificaties van Lindau
- De moordmolen (Mordmühle): Een oude molen, waar een gruwelijke legende aan verbonden is

## Kerken
- Kruiskerk (Kreuzkirche) (Protestants, Lindau)
- Heilige Petrus en Paulus (St. Peter und Paul) (Katholiek, Lindau)
- Heilig hart (Herz-Jesu) (Katholiek, Katlenburg)

- Gemeinsame Normdatei: 4030035-3
- Library of Congress Control Number: n93023105
- Nationale Bibliotheek van Israël: 987007530790705171
- Virtual International Authority File: 147895461
- WorldCat: E39PBJdrCRRPPMPXdcVD936h73

Bad Gandersheim · 
Bodenfelde · 
Dassel · 
Einbeck · 
Hardegsen · 
Kalefeld · 
Katlenburg-Lindau · 
Moringen · 
Nörten-Hardenberg · 
Northeim · 
Uslar